# Saturn Award du meilleur acteur

Silhouette du Saturn Award

Le Saturn Award du meilleur acteur (Saturn Award for Best Actor) est une récompense cinématographique décernée chaque année depuis 1976 par l'Académie des films de science-fiction, fantastique et horreur (Academy of Science Fiction Fantasy & Horror Films) pour récompenser le meilleur acteur dans un film de science-fiction, fantastique ou d'horreur.

## Palmarès
Note : L'année indiquée est celle de la cérémonie, récompensant les films sortis au cours de l'année précédente. Les lauréats sont indiqués en tête de chaque catégorie et en caractères gras. Les titres originaux sont précisés entre parenthèses, sauf s'ils correspondent au titre en français.
Exceptionnellement, il n'y a pas eu de cérémonie en 1989. La cérémonie de 1990 a récompensé les films sortis en 1988, celle de 1991 ceux sortis en 1989-90.

### Années 1970
- 1976 : James Caan pour Rollerball et Don Johnson pour Apocalypse 2024 - ex æquo
- 1977 : David Bowie pour L'Homme qui venait d'ailleurs
- 1978 : George Burns pour Oh, God!
  - Richard Dreyfuss pour Rencontres du troisième type
  - William Shatner pour L'Horrible Invasion
  - Harrison Ford pour La Guerre des étoiles
  - Mark Hamill pour La Guerre des étoiles
  - Michael York pour L'Île du docteur Moreau
- 1979 : Warren Beatty pour Le ciel peut attendre
  - Christopher Leepour The Wicker Man
  - Laurence Olivier pour Ces garçons qui venaient du Brésil
  - Christopher Reeve pour Superman
  - Donald Sutherland pour L'Invasion des profanateurs

### Années 1980
- 1980 : George Hamilton pour Le Vampire de ces dames
  - Christopher Lee pour Le Trésor de la montagne sacrée
  - Frank Langella pour Dracula
  - William Shatner pour Star Trek, le film
  - Malcolm McDowell pour C'était demain
- 1981 : Mark Hamill pour L'Empire contre-attaque
  - Christopher Reeve pour Quelque part dans le temps
  - Dennis Christopher pour Fondu au noir
  - Kirk Douglas pour Nimitz, retour vers l'enfer
  - Alan Arkin pour Simon
- 1982 : Harrison Ford pour Les Aventuriers de l'arche perdue
  - Donald Pleasence pour Halloween 2
  - Sean Connery pour Outland - Loin de la Terre
  - Christopher Reeve pour Superman 2
  - Albert Finney pour Wolfen
- 1983 : William Shatner pour Star Trek 2 : La Colère de Khan
  - Mel Gibson pour Mad Max 2, le défi
  - Lee Horsley pour L'Épée sauvage
  - Christopher Reeve pour Piège mortel
  - Henry Thomas pour E.T. l'extra-terrestre
- 1984 : Mark Hamill (2) pour Star Wars, épisode VI : Le Retour du Jedi
  - Matthew Broderick pour WarGames
  - Christopher Reeve pour Superman 3
  - Roy Scheider pour Tonnerre de feu
  - Christopher Walken pour Dead Zone
- 1985 : Jeff Bridges pour Starman
  - George Burns pour Oh, God! You Devil!
  - Harrison Ford pour Indiana Jones et le Temple maudit
  - Arnold Schwarzenegger pour Terminator
  - William Shatner pour Star Trek 3 : À la recherche de Spock
- 1986 : Michael J. Fox pour Retour vers le futur
  - Hume Cronyn pour Cocoon
  - Louis Gossett Jr. pour Enemy (Enemy Mine)
  - James Karen pour Le Retour des morts-vivants
  - Chris Sarandon pour Vampire, vous avez dit vampire ?
- 1987 : Jeff Goldblum pour La Mouche
  - Michael Biehn pour Aliens, le retour
  - Leonard Nimoy pour Star Trek 4 : Retour sur Terre
  - Anthony Perkins pour Psychose 3
  - William Shatner pour Star Trek 4 : Retour sur Terre
- 1988 : Jack Nicholson pour Les Sorcières d'Eastwick
  - Lance Henriksen pour Pumpkinhead : le Démon d'Halloween
  - Michael Nouri pour Hidden
  - Terry O'Quinn pour Le Beau-père (The Stepfather)
  - Arnold Schwarzenegger pour Predator
  - Peter Weller pour RoboCop
- 1989 : Pas de cérémonie

### Années 1990
- 1990 : Tom Hanks pour Big
  - Hume Cronyn pour Cocoon, le retour
  - Bob Hoskins pour Qui veut la peau de Roger Rabbit
  - Jeremy Irons pour Faux-semblants
  - Bill Murray pour Fantômes en fête
  - James Spader pour Jack's Back
- 1991 : Jeff Daniels pour Arachnophobie
  - Warren Beatty pour Dick Tracy
  - Harrison Ford pour Indiana Jones et la Dernière Croisade
  - Ed Harris pour Abyss
  - Axel Jodorowsky pour Santa sangre
  - Liam Neeson pour Darkman
  - Jack Nicholson pour Batman
  - Arnold Schwarzenegger pour Total Recall
  - Patrick Swayze pour Ghost
- 1992 : Anthony Hopkins pour Le Silence des agneaux
  - Jeff Bridges pour Fisher King - Le Roi Pêcheur
  - James Caan pour Misery
  - Kevin Costner pour Robin des Bois, prince des voleurs
  - Arnold Schwarzenegger pour Terminator 2 : Le Jugement dernier
  - Robin Williams pour Fisher King - Le Roi Pêcheur
- 1993 : Gary Oldman pour Dracula
  - Chevy Chase pour Les Aventures d'un homme invisible
  - Michael Gambon pour Toys
  - Raúl Juliá pour La Famille Addams
  - John Lithgow pour L'Esprit de Caïn
  - Robin Williams pour Toys
  - Bruce Willis pour La mort vous va si bien
- 1994 : Robert Downey Jr. pour Drôles de fantômes
  - Jeff Bridges pour La Disparue
  - Bill Murray pour Un jour sans fin
  - Robert Patrick pour Visiteurs extraterrestres
  - Arnold Schwarzenegger pour Last Action Hero
  - Christian Slater pour True Romance
  - Max von Sydow pour Le Bazaar de l'épouvante
- 1995 : Martin Landau pour Ed Wood
  - Kenneth Branagh pour Frankenstein
  - Tom Cruise pour Entretien avec un vampire
  - Tom Hanks pour Forrest Gump
  - Jack Nicholson pour Wolf
  - Brad Pitt pour Entretien avec un vampire
  - Arnold Schwarzenegger pour True Lies
- 1996 : George Clooney pour Une nuit en enfer
  - Pierce Brosnan pour GoldenEye
  - Ralph Fiennes pour Strange Days
  - Morgan Freeman pour Seven
  - Robin Williams pour Jumanji
  - Bruce Willis pour L'Armée des douze singes
- 1997 : Eddie Murphy pour Le Professeur Foldingue
  - Michael J. Fox pour Fantômes contre fantômes
  - Jeff Goldblum pour Independence Day
  - Bill Paxton pour Twister
  - Will Smith pour Independence Day
  - Patrick Stewart pour Star Trek : Premier Contact
- 1998 : Pierce Brosnan pour Demain ne meurt jamais
  - Nicolas Cage pour Volte-face
  - John Travolta pour Volte-face
  - Al Pacino pour L'Associé du diable
  - Will Smith pour Men in Black
  - Kevin Costner pour Postman
- 1999 : James Woods pour Vampires
  - Jim Carrey pour The Truman Show
  - David Duchovny pour The X Files, le film
  - Anthony Hopkins pour Rencontre avec Joe Black
  - Edward Norton pour American History X
  - Bruce Willis pour Armageddon

### Années 2000
- 2000 : Tim Allen pour Galaxy Quest
  - Johnny Depp pour Sleepy Hollow - La Légende du cavalier sans tête
  - Brendan Fraser pour La Momie
  - Liam Neeson pour Star Wars, épisode I : La Menace fantôme
  - Keanu Reeves pour Matrix
  - Bruce Willis pour Sixième Sens
- 2001 : Hugh Jackman pour X-Men
  - Arnold Schwarzenegger pour À l'aube du sixième jour
  - Russell Crowe pour Gladiator
  - Jim Carrey pour Le Grinch
  - Clint Eastwood pour Space Cowboys
  - Chow Yun-fat pour Tigre et Dragon
- 2002 : Tom Cruise pour Vanilla Sky
  - Johnny Depp pour From Hell
  - Anthony Hopkins pour Hannibal
  - Kevin Spacey pour K-PAX : L'Homme qui vient de loin
  - Billy Bob Thornton pour The Barber, l'homme qui n'était pas là
  - Guy Pearce pour Memento
- 2003 : Robin Williams pour Photo Obsession (One Hour Photo)
  - Pierce Brosnan pour Meurs un autre jour
  - Viggo Mortensen pour Le Seigneur des anneaux : Les Deux Tours
  - Tom Cruise pour Minority Report
  - George Clooney pour Solaris
  - Tobey Maguire pour Spider-Man
- 2004 : Elijah Wood pour Le Seigneur des anneaux : Le Retour du roi
  - Albert Finney pour Big Fish
  - Tom Cruise pour Le Dernier Samouraï
  - Viggo Mortensen pour Le Seigneur des anneaux : Le Retour du roi
  - Johnny Depp pour Pirates des Caraïbes : La Malédiction du Black Pearl
  - Crispin Glover pour Willard
- 2005 : Tobey Maguire pour Spider-Man 2
  - Matt Damon pour La Mort dans la peau
  - Tom Cruise pour Collatéral
  - Jim Carrey pour Eternal Sunshine of the Spotless Mind
  - Johnny Depp pour Neverland
  - Christian Bale pour The Machinist
- 2006 : Christian Bale pour Batman Begins
  - Viggo Mortensen pour A History of Violence
  - Robert Downey Jr. pour Kiss Kiss Bang Bang
  - Pierce Brosnan pour The Matador
  - Hayden Christensen pour Star Wars, épisode III : La Revanche des Sith
  - Tom Cruise pour La Guerre des mondes
- 2007 : Brandon Routh pour Superman Returns
  - Daniel Craig pour Casino Royale
  - Clive Owen pour Les Fils de l'homme
  - Hugh Jackman pour The Fountain
  - Tom Cruise pour Mission impossible 3
  - Will Ferrell pour L'Incroyable Destin de Harold Crick
- 2008 : Will Smith pour Je suis une légende
  - John Cusack pour Chambre 1408
  - Gerard Butler pour 300
  - Viggo Mortensen pour Les Promesses de l'ombre
  - Johnny Depp pour Sweeney Todd : Le Diabolique Barbier de Fleet Street
  - Daniel Day-Lewis pour There Will Be Blood
- 2009 : Robert Downey Jr. (2) pour Iron Man
  - Will Smith pour Hancock
  - Harrison Ford pour Indiana Jones et le Royaume du crâne de cristal
  - Brad Pitt pour L'Étrange Histoire de Benjamin Button
  - Christian Bale pour The Dark Knight : Le Chevalier noir
  - Tom Cruise pour Walkyrie

### Années 2010
- 2010 : Sam Worthington pour Avatar
  - Tobey Maguire pour Brothers
  - Sam Rockwell pour Moon
  - Robert Downey Jr. pour Sherlock Holmes
  - Denzel Washington pour Le Livre d'Eli
  - Viggo Mortensen pour La Route
- 2011 : Jeff Bridges (2) pour Tron : L'Héritage
  - Leonardo DiCaprio pour Shutter Island
  - Robert Downey Jr. pour Iron Man 2
  - Ryan Reynolds pour Buried
  - George Clooney pour The American
  - Leonardo DiCaprio pour Inception
- 2012 : Michael Shannon pour Take Shelter
  - Antonio Banderas pour La piel que habito
  - Dominic Cooper pour The Devil's Double
  - Tom Cruise pour Mission impossible : Protocole Fantôme
  - Chris Evans pour Captain America: First Avenger
  - Ben Kingsley pour Hugo Cabret
- 2013 : Matthew McConaughey pour Killer Joe
  - Christian Bale pour The Dark Knight Rises
  - Daniel Craig pour Skyfall
  - Martin Freeman pour Le Hobbit : Un voyage inattendu
  - Hugh Jackman pour Les Misérables
  - Joseph Gordon-Levitt pour Looper
- 2014 : Robert Downey Jr. pour Iron Man 3
  - Oscar Isaac pour Inside Llewyn Davis
  - Simon Pegg pour Le Dernier Pub avant la fin du monde
  - Joaquin Phoenix pour Her
  - Brad Pitt pour World War Z
  - Ben Stiller pour La Vie rêvée de Walter Mitty
- 2015 : Chris Pratt pour Les Gardiens de la Galaxie
  - Tom Cruise pour Edge of Tomorrow
  - Chris Evans pour Captain America : Le Soldat de l'hiver
  - Jake Gyllenhaal pour Nightcrawler
  - Michael Keaton pour Birdman
  - Matthew McConaughey pour Interstellar
  - Dan Stevens pour The Guest
- 2016 : Harrison Ford pour Star Wars, épisode VII : Le Réveil de la Force
  - John Boyega pour Star Wars, épisode VII : Le Réveil de la Force
  - Matt Damon pour Seul sur Mars
  - Leonardo DiCaprio pour The Revenant
  - Taron Egerton pour Kingsman : Services secrets
  - Domhnall Gleeson pour Ex Machina
  - Samuel L. Jackson pour Les Huit Salopards
  - Paul Rudd pour Ant-Man
- 2017 : Ryan Reynolds pour Deadpool
  - Chris Evans pour Captain America: Civil War
  - Benedict Cumberbatch pour Docteur Strange
  - Chris Pratt pour Passengers
  - Mark Rylance pour Le Bon Gros Géant
  - Chris Pine pour Star Trek : Sans limites
  - Matthew McConaughey pour Gold
- 2018 : Mark Hamill (3) pour Star Wars, épisode VIII : Les Derniers Jedi
  - Chadwick Boseman pour Black Panther
  - Ryan Gosling pour Blade Runner 2049
  - Hugh Jackman pour Logan
  - Daniel Kaluuya pour Get Out
  - Andy Serkis pour La Planète des singes : Suprématie
  - Vince Vaughn pour Section 99
- 2019 : Robert Downey Jr. – Avengers: Endgame
  - Jeff Bridges pour Sale temps à l'hôtel El Royale
  - Nicolas Cage pour Mandy
  - Tom Cruise pour Mission impossible : Fallout
  - Chris Evans pour Avengers: Endgame
  - Mel Gibson pour Traîné sur le bitume
  - Keanu Reeves pour John Wick Parabellum

### Années 2020
- 2021 : John David Washington pour Tenet
  - Daniel Craig pour À couteaux tirés
  - Delroy Lindo pour Da 5 Bloods : Frères de sang
  - Ewan McGregor pour Doctor Sleep
  - Gary Oldman pour Mank
  - Aaron Paul pour El Camino : Un film Breaking Bad
  - Joaquin Phoenix pour Joker

- 2022 : Tom Cruise pour Top Gun: Maverick
  - Timothée Chalamet – Dune
  - Idris Elba – The Suicide Squad
  - Tom Holland – Spider-Man: No Way Home
  - Daniel Kaluuya – Nope
  - Simu Liu – Shang-Chi et la Légende des Dix Anneaux
  - Robert Pattinson – The Batman

- 2024 : Harrison Ford pour Indiana Jones et le Cadran de la destinée
  - Ralph Fiennes - Le Menu
  - Ben Kingsley - Jules
  - Cillian Murphy - Oppenheimer
  - Chris Pratt - Les Gardiens de la Galaxie Vol. 3
  - Keanu Reeves - John Wick : Chapitre 4
  - Sam Worthington - Avatar : La Voie de l'eau

- 2025 : Nicolas Cage – Dream Scenario
  - Tom Blyth – Hunger Games : La Ballade du serpent et de l'oiseau chanteur
  - Timothée Chalamet – Dune, deuxième partie
  - David Dastmalchian – Late Night with the Devil
  - Kyle Gallner – Strange Darling
  - Michael Keaton – Beetlejuice Beetlejuice
  - Ryan Reynolds – Deadpool & Wolverine